# Фела Сованде
Олуфела Обафунмілайо «Фела» Сованде (англ. Fela Sowande, йоруба Olufęlá Şowándé; 29 травня 1905, Ойо, Нігерія — 13 березня 1987, Равенна, Огайо, США) — нігерійський музикант, органіст, композитор, музикознавець, музичний педагог, диригент. Вважається батьком сучасної нігерійської академічної музики.

## Життєпис
Вождь. Народився в сім'ї священика, одного із зачинателів нігерійської церковної музики. У дитинстві співав у церковному хорі. Навчався в Кінгз-Коледжі (англ. King's College) у Лагосі, потім від 1934 року — в Лондонському університеті та Музичному коледжі Триніті. Під час Другої світової війни (1939—1945) служив у Королівських ВПС Великої Британії.
Як композитор дебютував 1944 року («Африканська сюїта» для струнних інструментів). Від 1945 до 1952 року був відомим органістом і хормейстером у Західно-Лондонській місії методистської церкви, до цього періоду відноситься значна частина написаної ним органної музики. 1953 року повернувся на батьківщину, працював музичним керівником Нігерійської радіомовної корпорації та музичним педагогом.
1961 року виступив диригентом у США, давав концерти зі своїх музичних творів у «Карнегі-холі»). Від 1961 року викладав музично-теоретичні та музично-історичні дисципліни в Університетському коледжі Ібадану.
У своїй творчості звертався до традицій народу йоруба, поєднуючи фольклорний матеріал із сучасними західноєвропейськими принципами композиції.
Серед творів (1957-72) — «Нігерійська народна симфонія», симфонія «Свобода» (присвячена проголошенню незалежності Нігерії), п'єси «Радісний день» і «Ностальгія» для оркестру, поема «Акінла» для хору з оркестром, Gloria для органу.
ЮНЕСКО випустила 2 грамплатівки із записом 48 зразків нігерійської традиційної музики, які відібрав Сованде.
Автор низки музикознавчих робіт, присвячених музиці Африки, зокрема «Роль музики в традиційному африканському суспільстві» (англ. The role of music in traditional African society; у зб.: African Music. Meeting in Yaounde. Cameroon, 23-27 February, 1970", P., 1970).
1968 року викладав в Університеті Говарда у Вашингтоні, потім в Університеті Піттсбурга. В останні роки свого життя Сованде викладав на кафедрі панафриканських досліджень Кентського державного університету та жив у сусідній Равенні (штат Огайо). Помер у будинку для людей похилого віку.

## Вибрані твори
- Six Sketches for Full Orchestra
- African Suite
- Africana
- Snow-Capped Kilimanjoro
- Six African Melodies for Western Instruments
- Valse Galante
- Koronga
- An Evening Procession